# Escut de la República del Congo
L'escut de la República del Congo fou aprovat el 12 d'agost del 1963 i és obra de l'heraldista i vexil·lòleg suís Louis Mühlermann.

## Blasonament i significació
Es tracta d'un escut d'or amb una faixa ondada de sinople; ressaltant sobre el tot, un lleó de gules lampassat i armat de sinople, aguantant amb la pota destra una torxa de sable encesa de gules. Per timbre, una «corona forestal» consistent en un cèrcol d'or amb el nom oficial de l'estat en francès: RÉPUBLIQUE DU CONGO ('República del Congo'), en lletres de gules; set troncs d'or al damunt, i un bonet de sinople. Com a suports, dos elefants passants de sable defensats d'or, adossats, movent dels flancs de l'escut, sostinguts damunt un tronc d'arbre de gules, d'on penja una cinta d'or amb el lema nacional també en francès: UNITÉ / TRAVAIL / PROGRÈS ('Unitat / Treball / Progrés'), en lletres de gules.
La banda ondada representa el riu Congo, que ha donat nom al país. El lleó simbolitza la nació congolesa, aguantant la torxa de la llibertat. La corona és un símbol de sobirania, mentre que el tronc i el bonet de la corona al·ludeixen a la riquesa forestal del país. Els elefants simbolitzen la força, la dignitat i la perseverança. La corona fou dissenyada especialment per a aquest escut, i en el disseny originari estava decorada amb motius tradicionals, que el Govern va substituir pel nom oficial de l'Estat.
Els esmalts de l'escut corresponen als colors de la bandera estatal, amb l'afegitó del sable, al·lusiu a l'Àfrica negra.

## Escut de la República Popular del Congo

Escut de la República Popular del Congo (1970-1992)

Aquest escut fou substituït per un altre el 1970 arran de la proclamació de la República Popular del Congo. Aquell emblema, de caràcter socialista, era de forma circular, amb dues palmes de sinople a banda i banda, una estrella de cinc puntes d'or al cap i un martell i una aixada passats en sautor a la punta, amb una cinta d'argent amb el lema nacional en francès: TRAVAIL / DÉMOCRATIE / PAIX ('Treball / Democràcia / Pau'), en lletres de sable.
Va estar vigent fins al 10 de juliol del 1992, quan es va tornar a adoptar l'escut del 1963.

## Segell de 1959-1963
Entre 1959 i 1963 la república autònoma i la independent no van tenir escut oficial. La república autònoma dins la Unió Francesa havia estat proclamada el 28 de novembre de 1958. El 3 de novembre de 1959, dos mesos i mig després de l'aprovació de la bandera, es va establir un segell que va fer les funcions d'escut de la república autònoma i, des del 15 d'agost de 1960, també de la república independent, fins al 1963. Aquest segell presentava la figura d'un personatge que sembla simbolitzar un legislador grec de perfil, mirant cap a la dreta de l'observador i assegut a terra, portant a les mans unes taules on hi havia escrit: UNITÉ / TRAVAIL / PROGRÈS ('Unitat / Treball / Progrés'). Aquest segell s'usava sempre en blanc i negre o en línies de tinta d'un sol color (blau o vermell) sobre paper quasi sempre blanc.